# J-Crown
Le J-Crown est un tournoi puis un championnat de catch (lutte professionnelle) opposants des catcheurs japonais de la catégorie des poids lourd junior. Il est créé après la suggestion de Jushin Thunder Liger d'unifier différents ceintures utilisés par la New Japan Pro Wrestling, la Wrestle Dream Factory, la Michinoku Pro-Wrestling (en), la Wrestle Association R et le Consejo Mundial de Lucha Libre. Great Sasuke est le vainqueur de ce tournoi le 5 août 1996 après sa victoire face à Ultimo Dragon.
Cinq catcheurs détiennent ce titre entre le 5 août 1996 et le 5 novembre 1997. Ce jour-là, la World Wrestling Federation demande à récupérer sa ceinture de champion des poids mi-lourd.

## Histoire du championnat
Durant l'été 1996, Jushin Thunder Liger, un catcheur de la New Japan Pro Wrestling qui est alors champion poids lourd junior du Commonwealth britannique de la Michinoku Pro-Wrestling (en), suggère à la direction de la New Japan Pro Wrestling d'organiser un tournoi afin d'unifier plusieurs championnats de cette catégorie. L'objectif est de légitimer le vainqueur de ce tournoi en le présentant comme étant le meilleur catcheur poids lourd junior.
Ce tournoi a lieu du 2 au 5 août 1996 en marge du tournoi G1 Climax. Les participants sont :
- Jushin Thunder Liger (champion poids lourd junior du Commonwealth britannique de la Michinoku Pro-Wrestling (en))[1].
- Ultimo Dragon (champion international poids lourd junior de la Wrestle Association R) il est aussi champion des poids moyens de la National Wrestling Alliance[1].
- Masayoshi Motegi (en) (champion du monde poids lourd junior de la National Wrestling Alliance[a])[1].
- Great Sasuke (champion poids lourd junior International Wrestling Grand Prix (IWGP)[b])[1].
- El Samurai (champion des poids mi-lourd de la World Wrestling Federation[c])[1].
- Gran Hamada (champion du monde poids lourd junior de la World Wrestling Association[d])[1].
- Shinjirō Ōtani (champion du monde poids  lourd junior de l'Universal Wrestling Association[e])[1].
- Negro Casas (champion du monde des poids welters de la National Wrestling Alliance[f])[1].

|  | Quarts de finale      | Quarts de finale      | Quarts de finale      | Quarts de finale      |               |               | Demi-finales          | Demi-finales          | Demi-finales          | Demi-finales          |  |  | Finale                | Finale                | Finale                | Finale                |
|  |                       |                       |                       |                       |               |               |                       |                       |                       |                       |  |  |                       |                       |                       |                       |
|  | Tokyo, le 2 août 1996 | Tokyo, le 2 août 1996 | Tokyo, le 2 août 1996 | Tokyo, le 2 août 1996 |               |               | Tokyo, le 4 août 1996 | Tokyo, le 4 août 1996 | Tokyo, le 4 août 1996 | Tokyo, le 4 août 1996 |  |  | Tokyo, le 5 août 1996 | Tokyo, le 5 août 1996 | Tokyo, le 5 août 1996 | Tokyo, le 5 août 1996 |
|  | Tokyo, le 2 août 1996 | Tokyo, le 2 août 1996 | Tokyo, le 2 août 1996 | Tokyo, le 2 août 1996 |               |               | Tokyo, le 4 août 1996 | Tokyo, le 4 août 1996 | Tokyo, le 4 août 1996 | Tokyo, le 4 août 1996 |  |  | Tokyo, le 5 août 1996 | Tokyo, le 5 août 1996 | Tokyo, le 5 août 1996 | Tokyo, le 5 août 1996 |
|  | Masayoshi Motegi (en) | Masayoshi Motegi (en) | 11:50                 | 11:50                 |               |               | Tokyo, le 4 août 1996 | Tokyo, le 4 août 1996 | Tokyo, le 4 août 1996 | Tokyo, le 4 août 1996 |  |  | Tokyo, le 5 août 1996 | Tokyo, le 5 août 1996 | Tokyo, le 5 août 1996 | Tokyo, le 5 août 1996 |
|  | Masayoshi Motegi (en) | Masayoshi Motegi (en) | 11:50                 | 11:50                 |               |               | Tokyo, le 4 août 1996 | Tokyo, le 4 août 1996 | Tokyo, le 4 août 1996 | Tokyo, le 4 août 1996 |  |  | Tokyo, le 5 août 1996 | Tokyo, le 5 août 1996 | Tokyo, le 5 août 1996 | Tokyo, le 5 août 1996 |
|  | Great Sasuke          | Great Sasuke          | tombé                 | tombé                 |               |               | Tokyo, le 4 août 1996 | Tokyo, le 4 août 1996 | Tokyo, le 4 août 1996 | Tokyo, le 4 août 1996 |  |  | Tokyo, le 5 août 1996 | Tokyo, le 5 août 1996 | Tokyo, le 5 août 1996 | Tokyo, le 5 août 1996 |
|  | Great Sasuke          | Great Sasuke          | tombé                 | tombé                 | Great Sasuke  | Great Sasuke  | tombé                 | tombé                 |                       |                       |  |  | Tokyo, le 5 août 1996 | Tokyo, le 5 août 1996 | Tokyo, le 5 août 1996 | Tokyo, le 5 août 1996 |
|  | Tokyo, le 3 août 1996 |                       |                       |                       | Great Sasuke  | Great Sasuke  | tombé                 | tombé                 |                       |                       |  |  | Tokyo, le 5 août 1996 | Tokyo, le 5 août 1996 | Tokyo, le 5 août 1996 | Tokyo, le 5 août 1996 |
|  |                       |                       | El Samurai            | El Samurai            | 16:25         | 16:25         |                       |                       |                       |                       |  |  | Tokyo, le 5 août 1996 | Tokyo, le 5 août 1996 | Tokyo, le 5 août 1996 | Tokyo, le 5 août 1996 |
|  | Gran Hamada           | Gran Hamada           | El Samurai            | El Samurai            | 16:25         | 16:25         | 12:38                 | 12:38                 |                       |                       |  |  | Tokyo, le 5 août 1996 | Tokyo, le 5 août 1996 | Tokyo, le 5 août 1996 | Tokyo, le 5 août 1996 |
|  | Gran Hamada           | Gran Hamada           | Tokyo, le 4 août 1996 |                       |               |               | 12:38                 | 12:38                 |                       |                       |  |  | Tokyo, le 5 août 1996 | Tokyo, le 5 août 1996 | Tokyo, le 5 août 1996 | Tokyo, le 5 août 1996 |
|  | El Samurai            | El Samurai            | tombé                 | tombé                 |               |               |                       |                       |                       |                       |  |  | Tokyo, le 5 août 1996 | Tokyo, le 5 août 1996 | Tokyo, le 5 août 1996 | Tokyo, le 5 août 1996 |
|  | El Samurai            | El Samurai            | tombé                 | tombé                 | Great Sasuke  | Great Sasuke  | tombé                 | tombé                 |                       |                       |  |  |                       |                       |                       |                       |
|  | Tokyo, le 2 août 1996 |                       |                       |                       | Great Sasuke  | Great Sasuke  | tombé                 | tombé                 |                       |                       |  |  |                       |                       |                       |                       |
|  |                       |                       | Último Dragón         | Último Dragón         | 13:56         | 13:56         |                       |                       |                       |                       |  |  |                       |                       |                       |                       |
|  | Jushin Thunder Liger  | Jushin Thunder Liger  | Último Dragón         | Último Dragón         | 13:56         | 13:56         | 2:38                  | 2:38                  |                       |                       |  |  |                       |                       |                       |                       |
|  | Jushin Thunder Liger  | Jushin Thunder Liger  |                       |                       |               |               |                       |                       |                       |                       |  |  |                       |                       |                       |                       |
|  | Último Dragón         | Último Dragón         | tombé                 | tombé                 |               |               |                       |                       |                       |                       |  |  |                       |                       |                       |                       |
|  | Último Dragón         | Último Dragón         | tombé                 | tombé                 | Último Dragón | Último Dragón | tombé                 | tombé                 |                       |                       |  |  |                       |                       |                       |                       |
|  | Tokyo, le 3 août 1996 |                       |                       |                       | Último Dragón | Último Dragón | tombé                 | tombé                 |                       |                       |  |  |                       |                       |                       |                       |
|  |                       |                       | Shinjirō Ōtani        | Shinjirō Ōtani        | 16:04         | 16:04         |                       |                       |                       |                       |  |  |                       |                       |                       |                       |
|  | Negro Casas           | Negro Casas           | Shinjirō Ōtani        | Shinjirō Ōtani        | 16:04         | 16:04         | 11:34                 | 11:34                 |                       |                       |  |  |                       |                       |                       |                       |
|  | Negro Casas           | Negro Casas           |                       |                       |               |               |                       | 11:34                 |                       |                       |  |  |                       |                       |                       |                       |
|  | Shinjirō Ōtani        | Shinjirō Ōtani        | tombé                 | tombé                 |               |               |                       |                       |                       |                       |  |  |                       |                       |                       |                       |
|  | Shinjirō Ōtani        | Shinjirō Ōtani        | tombé                 | tombé                 |               |               |                       |                       |                       |                       |  |  |                       |                       |                       |                       |
|  |                       |                       |                       |                       |               |               |                       |                       |                       |                       |  |  |                       |                       |                       |                       |

Ultimo Dragon qui succède à Great Sasuke devient le catcheur à détenir le plus de titre en même temps puisqu'il est aussi champion des poids moyens de la National Wrestling Alliance puis champion du monde des poids lourd légers de la World Championship Wrestling.
| # | Champion             | Règne | Date            | Durée              | Lieu    | Événement                          | Notes | Réf   |
| - | -------------------- | ----- | --------------- | ------------------ | ------- | ---------------------------------- | --- | ----- |
| 1 | Great Sasuke         | 1     | 5 août 1996     | 2 mois et 6 jours  | Tokyo   | G1 Climax 1996 - Night 4           | Il bat Ultimo Dragon en finale du tournoi. | [ 2 ] |
| 2 | Ultimo Dragon        | 1     | 11 octobre 1996 | 2 mois et 24 jours | Osaka   | WAR Osaka Crush Night              | | [ 3 ] |
| 3 | Jushin Thunder Liger | 1     | 4 janvier 1997  | 6 mois et 2 jours  | Tokyo   | Wrestling World in Tokyo Dome 1997 | Liger perd le championnat international poids lourd junior de la Wrestle Association R le 6 juin face à Yuji Yasuraoka.                                                                            | ,     |
| 4 | El Samurai           | 1     | 6 juillet 1997  | 1 mois et 4 jours  | Sapporo | NJPW Summer Struggle 1997 - Day 12 | | [ 5 ] |
| 5 | Shinjirō Ōtani       | 1     | 10 août 1997    | 2 mois et 26 jours | Nagoya  | The Four Heaven In Nagoya Dome     | | [ 6 ] |
| - | Abandonné            | -     | 5 novembre 1997 | NC                 | NC      | NC                                 | La World Wrestling Federation demande à récupérer sa ceinture de champion des poids mi-lourd. Ōtani rend les autres titres sauf le champion poids lourd junior International Wrestling Grand Prix. | [ 5 ] |